# Ebbe Grims-land

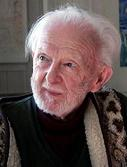
Ebbe Grims-land

Ebbe Grims-land (* 11. Juni 1915 in Malmö, Schweden; † 27. Januar 2015 in Bagarmossen, Schweden) war ein schwedischer Bratschist, Mandolinsolist und Komponist. 

## Leben
Seine Ausbildung erhielt Ebbe Grims-land  in Skandinavien und in anderen Ländern auf dem europäischen Kontinent. Er spielte von 1943 bis 1974 als Bratschist im Schwedischen Radiosymphonieorchester und in anderen Stockholmer Ensembles.
Er hat während langjähriger Aufenthalte in Bad Vöslau, Niederösterreich in den Jahren von 1974 bis 1998 lebhaft am kulturellen Leben Wiens und Niederösterreichs teilgenommen. Während der Jahre 1980 bis 1990 war er Mitglied im Orchester der Gesellschaft der Musikfreunde in Wien, und gleichfalls als Bratschist im Streichquartett tätig.
Grims-land hat über 200 Werke geschaffen, darunter Solostücke, verschiedene Kammermusiken und Werke für Streichorchester sowie eine Symphonie.

## Mitgliedschaften und Auszeichnungen
Er erhielt Auszeichnungen von den kulturellen Institutionen der Stadt Wien (1987) sowie 1974 vom Kulturrat Stockholms. Es folgte die Ehrenmitgliedschaft in Samtida Musik im Jahr 2005.
Grims-land war an den Eugen-Suchoň-Fond, Bratislava angeschlossen, war Mitglied des schwedischen Komponistenverbandes (Föreningen Svenska Tonsättare, F.S.T.) und ’STIM/Svensk musik’, wo Notenmaterial archiviert und vermittelt wird. Auch die Notensammlung der Albertina (Wien), die Wiener Musiksammlungen und die Staatlichen Musiksammlungen in Stockholm besitzen Notenmaterial.